# Gustav Håkansson
Nils Gustav Håkansson (Gustaf Håkansson), kendt som Stålfarfar (15. oktober 1885 i Helsingborg - 9 juli 1987 i Ekerö) blev kendt under cykelløbet Sverigeloppet 66 år gammel.

## Biografi

### 1885-1951: Opvækst og cykelintresse
Gustav Håkansson voksede op på gården Västra Karaby 21, Dösjöholm, 1 km vest for Västra Karaby i Kävlinge Kommune med forældrene Nils og Johanna Håkansson og seks søskende. Familien ejede gården i årene 1886-1904.
Håkansson boede i Gantofta som voksen og havde en transportvirksomhed. I 1927, 42 år gammel, besejrede han de svenske fjelde på cykel.

### 1951: Sverigeloppet
I 1951, næsten 66 år gammel cyklede Håkansson uofficielt i Sverigeloppet fra Haparanda til Ystad. Han startede et minut efter de andre deltagere og han cyklede, mens de andre deltagere holdt pauser. Han blev bemærket af medierne, og hele det svenske folk fulgte hans rejse gennem Sverige.
Efter 6 dage, 14 timer og 20 minutter sluttede han i Ystad. En dag før de deltagende cykelryttere. Dagen efter mødte han den svenske konge. Håkansson blev derefter betalt for at optræde i reklamer, og han turnerede i lang tid i landets nationalparker og ældres hjem med sine åndelige sange. Han satte publikumsrekord på Liseberg og er blevet kaldt "verdens ældste grammofonsanger".

### 1951-1987: De senere år og familie
I 1959 cyklede Håkansson til Jerusalem for at besøge de hellige steder. Han foretog sine sidste cykelture efter at have blevet 100 år gammel. Gustaf Håkansson giftede sig med Maria i 1908 (1881–1986). Ægteskabet varede i næsten 78 år.
Hans kone Maria døde i 1986, næsten 105 år gammel. Stålfarfar blev selv næsten 102 år gammel. Parret Håkansson hviler på Kvistofta kirkegård sammen med en tidligt død søn.

## Udstilling
På Johannamuseet i Skurup er der en permanent udstilling om "Stålfarfar".

## Diskografi
- 1976 - Stålfarfar sjunger. FALK 7602 (EP)
- 1976 - Stålfarfar sjunger. FALK 7603 (EP)
- 1981 - Pälle Näver läser och sjunger egna dikter/Stålfarfar sjunger. FALK 8103 (LP, MC)
- 1983 - Barnatro med Stålfarfar. FALK 8302 (LP, MC)
- 1984 - Stålfarfar min barndoms jul. FALK 8410 (LP, MC)
- 1985 - Stålfarfar hundra år. FALK 8515 (LP, MC)